# Prêmio Tibicuera de Teatro Infantil
O Prêmio Tibicuera de Teatro Infantil é uma das principais premiações para as artes cênicas no Rio Grande do Sul. O prêmio foi instituido pela Prefeitura Municipal de Porto Alegre, através da Secretaria Municipal da Cultura em 1979 e anualmente concede premiações a profissionais ligados ao teatro infanto-juvenil em doze categorias. Aos vencedores é entregue um troféu criado pelo artista plástico Vasco Prado.

## História
Em 1979, dois anos após ter criado o Prêmio Açorianos, a Secretária Municipal de Cultura de Porto Alegre, instituiu o Prêmio Tibicuera, premiando profissionais do teatro em oito categorias, sendo elas melhor espetáculo, direção, ator, atriz, ator coadjuvante, atriz coadjuvante, figurino e cenografia. Por sugestão do corpo de jurados, dentre as premiações de 1983 e 1986 foram suprimidas as categorias de ator coadjuvante e atriz coadjuvante. A partir dos anos seguintes foram inclusas quatro novas categorias de premiação, melhor produção e melhor trilha sonora em 1987, melhor iluminação em 1993 e melhor dramaturgia em 2005.

## Troféu
A primeira versão do troféu criada em 1978 pelo escultor Bez Batti, e a partir de 1993 passou a ser entregues aos vencedores o troféu criado pelo artista plástico Vasco Prado.

## Categorias
- Melhor espetáculo
- Melhor direção
- Melhor ator
- Melhor atriz
- Melhor ator coadjuvante
- Melhor atriz coadjuvante
- Melhor dramaturgia
- Melhor trilha sonora
- Melhor cenografia
- Melhor figurino
- Melhor iluminação
- Melhor produção[7][13]